# دون بالدوين
دون بالدوين (بالإنجليزية: Don Baldwin)‏ هو متزلج فني أمريكي، ولد في 15 نوفمبر 1977 في إيفانستون في الولايات المتحدة.

## وصلات خارجية
- دون بالدوين على موقع الاتحاد الدولي للتزلج (الإنجليزية)
- دون بالدوين على موقع الاتحاد الدولي للتزلج (الإنجليزية)
- دون بالدوين على موقع الاتحاد الدولي للتزلج (الإنجليزية)